# Храм Успения Пресвятой Богородицы (Тольятти)
Храм Успения Пресвятой Богородицы — православный храм в Тольятти. Главный престол освящён в честь праздника Успения Пресвятой Богородицы.

## Успенская церковь в Ставрополе
Первая Успенская церковь в Ставрополе появилась вскоре после её основания. Имела придел Архангела Михаила; Находилась на центральной улице города — Покровской. Первоначально и довольно долгое время была деревянной, впоследствии заменена каменной.
В 1921 году все имевшиеся в храме ценности были изъяты, якобы на помощь голодающим. Храм был закрыт. В 1930 году с него сняли все колокола.
В 1955 при переносе города при затоплении храм был полностью разобран.

## Успенская церковь в Тольятти
28 августа 1995 года в Портпосёлке города Тольятти недалеко от берега Волги установили крест и освятили место под строительство нового храма. Возводиться храм должен был в честь затопленного храма Успения Пресвятой Богородицы.
За основу был взят проект храма-часовни Державной иконы Божией Матери на Пречистенской набережной, возле Храма Христа Спасителя.
В декабре 1998 года началось строительство Успенского комплекса, в который входят: Храм Успения Пресвятой Богородицы, корпус вспомогательных служб (просфорня, златошвейная и иконописная мастерские, трапезная, библиотека, воскресная школа), сторожка и дом священника.
28 августа 2000 года в день Успения Пресвятой Богородицы, который является престольным праздником храма, состоялось полное архиерейское освящение храма. Была установлена звонница из 9 колоколов.
Закончено оборудование крестильни в цокольном этаже храма. Ведется строительство трапезной и просфорни.

## Духовенство
- Настоятель храма — протоиерей Иоанн Ермаков[2]

## Деятельность
Богослужения совершаются со среды по воскресенье и по праздничным дням.

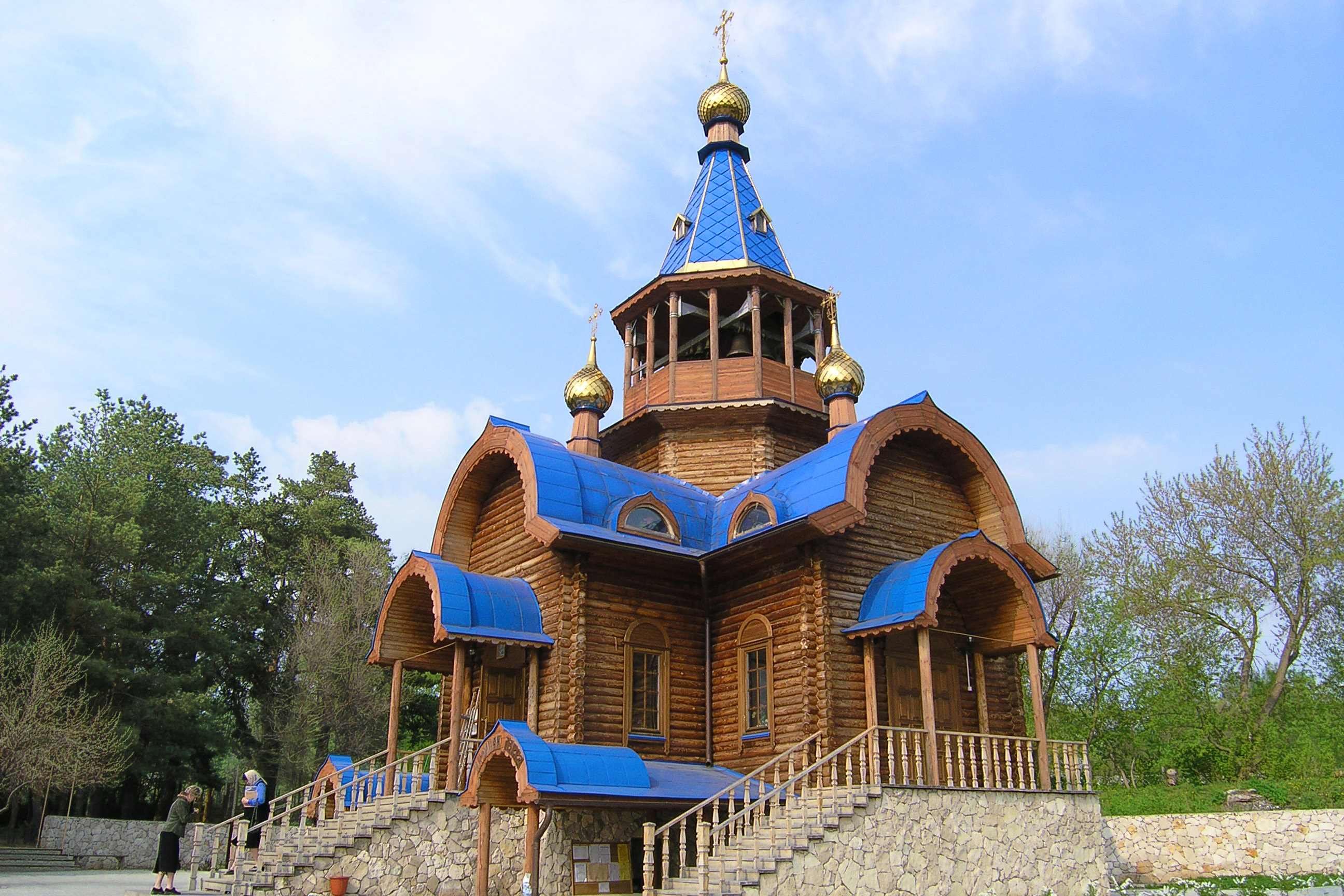
Успенский храм

При храме организована воскресная школа, которую посещают дети с семи летнего возраста. Они занимаются музыкой, рисованием, им преподают Закон Божий. Занятия проходят по воскресным дням с 12 часов.

## Координаты
Самарская область, Тольятти, Комсомольское шоссе, 2А.
Настоятель: протоиерей Иоанн Ермаков.
Проезд до остановки «Портпосёлок»
- Маршрутные такси № 91, 310, 93, 102